# Philibertia brownei
Philibertia brownei là một loài thực vật có hoa trong họ La bố ma. Loài này được (G. Mey.) Benth. & Hook. f. ex Fawc. miêu tả khoa học đầu tiên năm 1893.